# Ustrój polityczny Ukrainy
Ustrój polityczny Ukrainy – struktura organizacyjna państwa ukraińskiego, określona przepisami konstytucji z 1996 roku, według której Ukraina jest republiką demokratyczną z parlamentarno-prezydenckim systemem rządów (odmiana systemu półprezydenckiego, w którym dominującą rolę odgrywa parlament).
Władzę ustawodawczą w Ukrainie sprawuje jednoizbowa Rada Najwyższa, władzę wykonawczą prezydent oraz rząd, a sądowniczą – niezależne sądy.
Prezydent jest głową państwa, wybierany w wyborach powszechnych i bezpośrednich na 5-letnią kadencję. Prezydent stoi na czele państwa, reprezentuje Ukrainę na zewnątrz, jest gwarantem suwerenności państwa, kieruje prowadzeniem polityki zagranicznej.
Według publikowanego corocznie przez tygodnik „The Economist” raportu Democracy Index z 2018 roku, Ukraina jest reżimem hybrydowym (formą pośrednią między systemem autorytarnym i pełną demokracją).

## Geneza ustroju
Krótko po ogłoszeniu niepodległości w 1991 roku, Ukraina przygotowała nową konstytucję oraz przyjęła wielopartyjny system. Oprócz tego Ukraina zaadaptowała cywilne i polityczne prawa dla mniejszości narodowych. Nowa demokratyczna konstytucja weszła w życie 28 czerwca 1996 roku. Zapewnia ona podstawowe prawa człowieka. 21 lutego 2014 Rada Najwyższa w trybie ustawy przywróciła moc obowiązującą postanowień konstytucji z 2004 roku. Ustawa weszła w życie 22 lutego 2014, po promulgacji.

## Władza ustawodawcza
Władzę ustawodawczą w Ukrainie sprawuje jednoizbowy parlament – Rada Najwyższa Ukrainy (Werchowna Rada), licząca 450 deputowanych, wybieranych w wyborach powszechnych.

## Władza wykonawcza
Władzę wykonawczą sprawuje rząd (Gabinet Ministrów). Po przywróceniu poprawek do konstytucji z 2004 roku stał się on z powrotem głównym podmiotem władzy wykonawczej. Szefa rządu (premiera) nominuje prezydent na podstawie propozycji większościowej koalicji frakcji parlamentarnych. Następnie musi on otrzymać wotum zaufania w Werchownej Radzie. Prezydent nie ma możliwości odwołania premiera.
Oto lista najważniejszych osób sprawujących władzę na Ukrainie:
| Funkcja   | Imię               | Partia polityczna | Data objęcia urzędu |
| --------- | ------------------ | ----------------- | ------------------- |
| Prezydent | Wołodymyr Zełeński | Sługa Ludu        | 20 maja 2019        |
| Premier   | Julija Swyrydenko  | bezpartyjna       | 17 lipca 2025       |

## Udział w organizacjach międzynarodowych
Ukraina należy do wielu organizacji międzynarodowych, m.in. do BSEC, CE, CEI, EAPC, EBRD, ECE, IAEA, ICAO, IFRCS, IHO, ILO, IMF, IMO, Inmarsat, Intelsat, Interpol, MKOL, IOM, ISO, ITU, NAM, OPCW, OBWE, PFP, ONZ, UNCTAD, UNESCO, UNIDO, UPU, WHO, WIPO, WMO, WToO czy WTO.